# Сереж (Красноярский край)
Сереж — посёлок в Назаровском районе Красноярского края России. Входит в состав Верхнеададымского сельсовета.

## География
Посёлок расположен в 43 км к югу от районного центра Назарово.

## Население
| 2010 |
| ---- |
| 17   |

Гендерный состав
По данным Всероссийской переписи населения 2010 года 4 мужчины и 13 женщин из 17 чел.

## Археология
У деревни Сереж на стоянке эпохи палеолита учёные нашли несколько каменных отщепов, скребков и пластин возрастом ок. 10 тыс. лет назад.